# BDŽ-Baureihe 46 (1931)
Die Fahrzeuge der BDŽ-Baureihe 46 waren Güterzug-Tenderlokomotiven der bulgarischen Staatsbahn BDŽ mit der Achsfolge 1’F2’. Die BDŽ beschaffte in zwei Serien 1931 und 1943 insgesamt 20 Lokomotiven dieser Baureihe, die die stärkste bulgarische Dampflokomotivbaureihe ist.

## Geschichte
Für die schweren Kohlenzüge aus dem wichtigsten bulgarischen Steinkohlerevier bei Pernik nach Sofia hatte die BDŽ 1922 bei Hanomag zehn als Zweizylinder-Verbundmaschinen ausgelegte schwere laufachlose Sechskuppler der Reihe 4.000, der späteren BDŽ-Baureihe 45 beschafft. Der zunehmende Ausbau des Netzes im gebirgigen Bulgarien und die steigende Nachfrage führten bald zu einem weiteren Bedarf an schweren Güterzuglokomotiven.
Ende der 1920er entschloss sich die BDŽ, angeregt durch die Einheitsdampflokomotiven der Deutschen Reichsbahn, künftig ihre Beschaffung an deren Baugrundsätzen zu orientieren. Anstelle einer Nachbeschaffung der Reihe 4000 orderte die BDŽ daher bei der polnischen Firma Cegielski zwölf Lokomotiven der neuen Baureihe 4.500 mit der Achsfolge 1’F2’ h2t mit Zweizylindertriebwerk und einfacher Dampfdehnung. Mit den Fabriknummern 201 bis 212 wurden die Loks 1931 geliefert. Der Kessel war baugleich mit den Kesseln der BDŽ-Baureihen 01, 02 und 10, später wurde er mit minimalen Änderungen auch für die Baureihen 03 und 11 verwendet. Er erhielt einen Schüttelrost mit der vergleichsweise großen Rostfläche von 4,87 m², um dem niedrigen Brennwert und hohen Schlackengehalt der Perniker Kohle gerecht zu werden. Der Schüttelrost wurde zur Entlastung des Heizers mit Dampf betätigt. Für die relativ langen Tunnelabschnitte zwischen Pernik und Sofia wurde im Führerstand zudem eine Frischluftanlage eingebaut. Die erforderliche Bogenläufigkeit der Loks wurde mit Verwendung von seitenverschiebbaren Kuppelachsen nach Gölsdorf sowie dem Verzicht auf Spurkränze beim dritten und vierten Kuppelradsatz erreicht. Die vordere Laufachse war mit der ersten Kuppelachse in einem Krauss-Helmholtz-Lenkgestell zusammengefasst. Trotz ihrer Länge war die Lokomotive damit in der Lage, Halbmesser von 180 m zu durchfahren. Wie die anderen Einheitsbaureihen der BDŽ erhielt die 46 einen Barrenrahmen. 1936 stellte die BDŽ ihr Nummernsystem um, die Reihe 4.500 wurde dabei zur Reihe 46.
1939 legte die BDŽ ihr eigenes Einheitslokprogramm endgültig fest. Die Reihe 46 sollte demnach weiter beschafft werden, vorwiegend für die schweren Güterzüge auf dem gebirgigen Streckennetz der BDŽ. Eine erste Serie wurde in acht Exemplaren bei der BMAG, vormals L. Schwartzkopff in Berlin bestellt, wobei die BDŽ „ohne besondere Gründe“ die Loks mit drei Zylindern bestellten. In vergleichbaren Fällen wie beispielsweise den Baureihen 43, 44 oder 84 der Deutschen Reichsbahn war der Übergang zur eigentlich wartungsaufwändigeren und teureren Drillingsbauart durch bei den Zwillingsbauarten auftretende Triebwerksschäden und deren schlechtere Laufruhe ausgelöst worden. Es ist außerdem davon auszugehen, dass die guten Ergebnisse der Baureihe 02, die ab 1936 als erste Dreizylinderlokomotive beschafft wurde, diese Entscheidung beeinflusst haben.
Die zweite Bauserie der Reihe 46 erhielt einen Zweiachsantrieb, wobei der Innenzylinder auf die zweite und die Außenzylinder auf die dritte Kuppelachse wirkten. Weitere Unterschiede zur ersten Bauserie von 1931 waren kürzere seitliche Wasserkästen und ein hinteres Drehgestell mit Außenrahmen. 1943 wurden die Loks mit den Fabriknummern 11.794 bis 11.801 geliefert. Eine der letzten Lokomotiven wurde in Deutschland vor Auslieferung durch das Lokomotiv-Versuchsamt Grunewald eingehend untersucht. Es zeigte sich, dass sie das vorgesehene Leistungsprogramm, das die Beförderung von 420 t schweren Kohlezügen über eine Steigung von 2,5 % mit mindestens 20 km/h vorsah, problemlos erfüllte. Die Lokomotiven der Baureihe 46 waren die größten Tenderlokomotiven der BDŽ und ihre stärkste Dampflokbaureihe überhaupt, sie gehörten auch zu den größten einrahmigen Tenderlokomotiven weltweit.
Alle Lokomotiven überstanden den Zweiten Weltkrieg und wurden entsprechend ihrer Bestimmung vor allem vor schweren Güterzügen eingesetzt. Die 1200 Tonnen schweren Kohlezüge von Pernik nach Sofia wurden teilweise mit drei dieser schweren Lokomotiven bespannt, neben der Zug- und Vorspannlokomotive an der Spitze zusätzlich noch mit einer Schiebelokomotive am Zugschluss. Noch 1965 waren alle Exemplare im Einsatz, bereits 1969 waren allerdings zahlreiche Loks kalt abgestellt. Die letzten Lokomotiven der Baureihe 46 wurden 1975 ausgemustert.
Zwei Lokomotiven, die 46.03 und die 46.13, blieben museal erhalten. Die 46.03 wurde seit März 2014 im Ausbesserungswerk Sofia betriebsfähig aufgearbeitet und ist seit 2015 wieder im Einsatz.